# ديفيد مونتجومري (لاعب كرة قدم أمريكية)
ديفيد مونتجومري (بالإنجليزية: David Montgomery)‏ هو لاعب كرة قدم أمريكية أمريكي، ولد في 7 يونيو 1997 في سينسيناتي في الولايات المتحدة.

## وصلات خارجية
- دايفيد مونتغومري على موقع مرجع كرة القدم المحترفة.كوم (الإنجليزية)